# Gabriele Nelli
Gabriele Nelli (Luca, 4 de dezembro de 1993) é um jogador de voleibol italiano que atua na posição de oposto.

## Carreira

### Clube
Nelli começou a jogar voleibol nas categorias de base do Camaiore, disputando campeonatos regionais juvenis e conquistando o acesso à Série D. Em 2009 mudou-se para Trento após ser contratao pelo Trentino Volley. Na temporada 2012–13 foi ocasionalmente adicionado ao time principal e, no ano seguinte, graças às lesões dos dois opostos de seu time, estreou na Série A1 e na Liga dos Campeões. Ele foi definitivamente promovido ao time principal em 2014, com o técnico Stoytchev, conquistando o título do campeonato italiano daquela temporada.
Na temporada 2017–18 o oposto foi emprestado para o Kioene Padova, mas na temporada seguinte voltou a atuar pelo Trentino, conquistando o título do Campeonato Mundial de Clubes de 2018 e o título da Taça CEV de 2019.
Na temporada 2019–20 atuou pelo Gas Sales Piacenza. Na temporada seguinte fez sua estreia no voleibol internacional após fechar contrato com o Belogorie Belgorod para atuar no voleibol russo.
Em 2021 o italiano foi atuar no voleibol francês para defender as cores do AS Cannes, mas no final do ano voltou a atuar no campeonato italiano após ser contratado pelo Tonno Callipo Calabria Vibo Valentia. Ao término da temporada, o oposto integrou a equipe do Trentino para vestir a camisa do clube pela terceira vez na carreira.

### Seleção
Em 2012, Nelli conquistou o título do Campeonato Europeu Sub-21 ao derrotar na final a seleção espanhola. No ano seguinte conquistou a medalha de bronze no Campeonato Mundial Sub-21, sediado na Turquia. Voltou a conquistar outra medalha de bronze em 2015, só que atuando pela seleção sub-23 no Campeonato Mundial, sediado em Dubai. No mesmo ano estreou na seleção adulta para disputar a Liga Mundial de 2015 – onde terminou na 15ª colocação – e competiu a primeira edição dos Jogos Europeus, sediado em Baku, terminando na 11ª colocação.
Em 2018 disputou seu primeiro mundial adulto com a seleção italiana, terminando na quinta colocação.

## Títulos
Trentino Volley
- Liga dos Campeões: 2023–24
- Campeonato Mundial de Clubes: 2018
- Copa CEV: 2018-19
- Campeonato Italiano: 2014–15, 2022–23

Seleção Italiana
- Campeonato Europeu Sub-21: 2012

## Clubes
| Anos      | Clube                                |
| --------- | ------------------------------------ |
| 2009–2017 | Diatec Trentino                      |
| 2017–2018 | Kioene Padova                        |
| 2018–2019 | Itas Trentino                        |
| 2019–2020 | Gas Sales Piacenza                   |
| 2020–2021 | Belogorie Belgorod                   |
| 2021–2021 | AS Cannes                            |
| 2021–2022 | Tonno Callipo Calabria Vibo Valentia |
| 2022–     | Itas Trentino                        |